# 丁封
丁封（？—?），东汉三国时人。与其兄丁奉同为东吴武将，官至后将军，死在丁奉之前。以援軍身分參戰魏滅蜀之戰。

## 小说中的丁封
三国演义中，在邓艾攻打诸葛瞻镇守的绵竹关时，诸葛瞻向东吴请求援军，丁奉奉命出征，丁封和孙异任丁奉的副将，刘禅投降后退军。